# Handels- und Gewerbekammer Sarajevo
Die Handels- und Gewerbekammer Sarajevo war in Österreich-Ungarn und im Königreich Jugoslawien die Handels- und Gewerbekammer in Sarajevo.

## Entstehung
Mit dem Gesetz vom 29. Juni 1868 betreff die Organisierung der Handels- und Gewerbekammern wurde die Kammerorganisation im Kaisertum Österreich im Grund bestätigt und die Aufgaben neu definiert. Mit der Annexion Bosnien und Herzegowinas durch Österreich-Ungarn im Jahr 1908 wurde Bosnien und Herzegowina zu einem österreichischen Kronland. Entsprechend wurde auch für Bosnien und Herzegowina eine Handels- und Gewerbekammer nach dem Muster der in den anderen Kronländern bestehenden Kammern vorgenommen.

## Aufgaben
Die Kammern sollten die Wünsche und Vorschläge der Wirtschaft beraten und den Ministerien und Behörden eigenverantwortlich vortragen. Sie erstellten Stellungnahmen zu Gesetzesvorlagen der Regierung soweit diese kommerzielle oder gewerbliche Interessen betrafen. Auch konnte die Regierung die Kammern um Stellungnahmen zu wirtschaftlichen Fragen auffordern.
Die Kammern führten die Wahlregister über die Wahlberechtigten zur Handels- und Gewerbekammer, die Marken- und Muster-Archive und die Gewerbeanmeldungen. Sie erhoben die Daten zur Gewerbestatistik. An der Prüfung und Ernennung der Waren- und Wechselmakler, der Börsenräte und der Handelsgerichtsbeisitzer wirkten die Kammern mit. Die Kammern konnten in gewerblichen Verträgen als Schiedsgerichte benannt werden.
Jede Kammer musste jährlich einen umfangreichen Bericht an das Handelsministerium abgeben, in der die Lage der Wirtschaft im Kammerbezirk geschildert wurde. In fünfjährigem Rhythmus wurde von den Kammern eine Gewerbestatistik geliefert.

## Organisation
Die Handels- und Gewerbekammern unterstanden dem Handelsministerium und mussten dessen Weisungen umsetzen. Sie gliederten sich intern in eine Handel- und eine Gewerbesektion (zum Gewerbe gehörte auch der Bergbau).
Die Kammern bestanden aus 16 bis 48 wirklichen Mitgliedern. Die genaue Mitgliederzahl wurde vom Handelsministerium in Anhängigkeit von der Größe des Kammerbezirks festgelegt. Daneben konnte die Kammer noch weitere Mitglieder (ohne Stimmrecht) als „correspondierene Mitglieder“ kooptieren.
Die Wahl der Mitglieder erfolgte durch direkte Wahl durch die Handels- und Gewerbetreibenden bzw. die Vorstände bei Kapitalgesellschaften im Kammerbezirk. Die Amtsdauer lag bei sechs Jahren. Revolvierend wurde alle drei Jahre die Hälfte der Kammer gewählt. Es galt ein Zensuswahlrecht: Großhandels- und Industrieunternehmen waren nur Wahlberechtigt, wenn sie Erwerbssteuern von 100 Gulden zahlten, für andere Unternehmen galten geringere Grenzen. Die Wahl erfolgte in einzelnen Gruppen. Diese wurden vom Ministerium nach der Wählerzahl in Standorten und Handel- bzw. Gewerbeklassen festgelegt.
Die Kammer wählte einen Präsidenten, der die Kammer nach außen vertrat. Sie finanzierte sich über eine Umlage der Unternehmen im Kammerbezirk. Die Kammer erstellte jährlich einen Haushaltsplan und legte ihn dem Ministerium zur Genehmigung vor. Die Summe wurde durch das Erwerbssteueraufkommen im Steuerbezirk geteilt und der so ermittelte Aufschlag auf die Erwerbssteuer von den Unternehmen eingezogen.
Der Kammerpräsident Nikola Berković hatte 1910 bis 1915 eine Virilstimme im Landtag von Bosnien und Herzegowina. Auch sein Stellvertreter, Jesua Salmon wurde 1910 in den Landtag gewählt.

## Im Königreich Jugoslawien
Im Königreich Jugoslawien blieb die Kammer bestehen. Eine Vertretung der Kammern im Parlament bestand jedoch nicht mehr. 1927 zählte die Kammer 21.661 Handels- 33.244 Gewerbe- und 479 Industrieunternehmen. Sie war für ganz Bosnien und Herzegowina zuständig.

## Persönlichkeiten

### Kammerpräsidenten
- Nikola Berković (1910–1918)